# Monophlebus simplex
Monophlebus simplex är en insektsart som beskrevs av Samuel Hubbard Scudder 1890. Monophlebus simplex ingår i släktet Monophlebus och familjen pärlsköldlöss. Inga underarter finns listade i Catalogue of Life.